# Котуњо (Авелино)
Котуњо је насеље у Италији у округу Авелино, региону Кампанија.
Према процени из 2011. у насељу је живело 32 становника. Насеље се налази на надморској висини од 698 м.